# Dino Ballarin
Dino Ballarin (Chioggia, 23 settembre 1923 – Superga, 4 maggio 1949) è stato un calciatore italiano, di ruolo portiere.

## Carriera
Nel 1947, Ballarin venne ingaggiato dal Torino come terzo portiere, su consiglio del fratello maggiore Aldo.
Arrivava dai dilettanti e non giocò mai nessuna partita ufficiale col Torino. Si segnalò in squadra per la sua dedizione, che lo vedeva primo ad arrivare agli allenamenti ed ultimo ad andarsene. Come premio, il fratello Aldo convinse la società a includerlo nella rosa diretta a Lisbona per un'amichevole col Benfica, che sarebbe diventata l'ultima partita del Grande Torino. La decisione suscitò anche una grossa delusione al secondo portiere, Renato Gandolfi, al quale la mancata convocazione venne comunicata all'ultimo minuto. Gandolfi non sapeva che questo evento gli avrebbe salvato la vita: i due fratelli Ballarin morirono insieme nella Tragedia di Superga.
In ricordo della scomparsa di Dino e Aldo, nel 1950 il comune di Chioggia ha intitolato il proprio stadio comunale in memoria dei due atleti. Lo stesso ha fatto il comune di San Benedetto del Tronto, che nel 1949 intitolò il campo sportivo, allora utilizzato dalla Sambenedettese, ai due fratelli.
Dino Ballarin è stato sepolto nel cimitero di Chioggia, vicino al fratello Aldo.

## Nella cultura di massa
Dino Ballarin è stato interpretato dall'attore Matteo Taranto nella miniserie TV Il Grande Torino, diretta da Claudio Bonivento.